# Liga de Campeones de la OFC 2025
La Liga de Campeones de la OFC 2025 fue la 24.ª edición del torneo de fútbol a nivel internacional de clubes más importante de Oceanía organizado por la Confederación de Fútbol de Oceanía.
La edición de 2025 del torneo fue la 19.ª temporada con el nombre actual de Liga de Campeones Masculina de la OFC.
Los ganadores de la Liga de Campeones Masculina de la OFC de 2025 se clasificaron automáticamente para la Copa Intercontinental de la FIFA 2025. También tendrán la oportunidad de clasificarse para la Copa Mundial de Clubes de la FIFA 2029 como los mejores ganadores de la Liga de Campeones Masculina de la OFC en el ranking de cuatro años de la OFC de 2025 a 2028.

## Clasificación
Un total de 18 equipos de las 11 asociaciones miembros de la OFC podrán participar en la competición.
Siete asociaciones (Fiyi, Nueva Caledonia, Nueva Zelanda, Papúa Nueva Guinea, Islas Salomón, Tahití y Vanuatu) obtienen una plaza cada una en la fase de grupos, después de jugar un playoff nacional entre los dos mejores clubes de su liga.
Cuatro asociaciones (Samoa Americana, Islas Cook, Samoa y Tonga) obtienen una plaza cada una en la fase de clasificación, y los ganadores pasan a la fase de grupos. Sin embargo, en esta edición, ningún equipo de Tonga estuvo presente en el sorteo.

## Participantes
18 equipos participan en el torneo:
| Asociación                    | Equipo             | Clasificación                                                 |
| ----------------------------- | ------------------ | ------------------------------------------------------------- |
| Fiyi (2 plazas)               | Lautoka            | Campeón de la Fiji Premier League 2023                        |
| Fiyi (2 plazas)               | Rewa               | Subcampeón de la Fiji Premier League 2023                     |
| Nueva Caledonia (2 plazas)    | AS Magenta         | Campeón de la New Caledonia Super Ligue 2023                  |
| Nueva Caledonia (2 plazas)    | ASC Gaïca          | Subcampeón de la New Caledonia Super Ligue 2023               |
| Nueva Zelanda (2 plazas)      | Wellington Olympic | Campeón de la New Zealand National League 2023                |
| Nueva Zelanda (2 plazas)      | Auckland City      | Subcampeón de la New Zealand National League 2023             |
| Papúa Nueva Guinea (2 plazas) | Hekari United      | Campeón de la Papua New Guinea National Soccer League 2023    |
| Papúa Nueva Guinea (2 plazas) | Southern Strikers  | Subcampeón de la Papua New Guinea National Soccer League 2023 |
| Islas Salomón · (2 plazas)    | Solomon Warriors   | Campeón de la Telekom S-League 2023                           |
| Islas Salomón · (2 plazas)    | Central Coast      | Subcampeón de la Telekom S-League 2023                        |
| Polinesia Francesa (2 plazas) | AS Tefana          | Campeón de la Tahiti Ligue 1 2022/23                          |
| Polinesia Francesa (2 plazas) | AS Pirae           | Subcampeón de la Tahiti Ligue 1 2022/23                       |
| Vanuatu (2 plazas)            | Ifira Blackbird    | Campeón de la VFF Champions League 2023                       |
| Vanuatu (2 plazas)            | Classic            | Subcampeón de la VFF Champions League 2023                    |
| Samoa Americana               | Vaiala Tongan      | Séptimo lugar de la FFAS Senior League 2023                   |
| Islas Cook                    | Tupapa Maraerenga  | Campeón de la Cook Islands Round Cup 2023                     |
| Samoa                         | Vaivase-Tai        | 3° lugar de la Samoa National League 2023                     |

## Sorteo
El 11 de diciembre de 2024 se efectuó el sorteo en la sede de la OFC en Auckland. En esta edición, ningún equipo de Tonga estuvo presente en el sorteo. Los tres equipos en la etapa de clasificación jugarán entre sí en un sistema de todos contra todos en una sede centralizada en las Islas Cook. Los ganadores avanzarán a la fase de grupos para unirse a Rewa, Tiga Sport, Auckland City y los cuatro ganadores de los playoffs nacionales.

## Fase clasificatoria

### Ronda Preliminar
Los tres equipos se enfrentaron en un sistema de round-robin en una sola sede. El ganador clasificó a la fase de grupos. La sede fue Islas Cook.
| Pos. | Equipo                | Pts. | PJ | G | E | P | GF | GC | Dif. | Clasificación  |     | TUP | VAI | RPU |
| ---- | --------------------- | ---- | -- | - | - | - | -- | -- | ---- | -------------- | --- | --- | --- | --- |
| 1    | Tupapa Maraerenga (H) | 4    | 2  | 1 | 1 | 0 | 5  | 4  | +1   | Fase de grupos |     | —   | —   | —   |
| 2    | Vaipuna               | 3    | 2  | 1 | 0 | 1 | 5  | 2  | +3   |                |     | 1–2 | —   | —   |
| 3    | Royal Puma            | 1    | 2  | 0 | 1 | 1 | 3  | 7  | −4   |                | 3–3 | 0–4 | —   |     |

 Fuente: OFC
| 8 de febrero de 2025 | Royal Puma | 0:4 (0:3) | Vaipuna                                          | Academia CIFA, Matavera                              |                                                      |
| 15:00                |            | Reporte   | - Faafoi 15', 25' - Viliamu 45+1' - Lesatele 63' | Asistencia: 200 espectadores Árbitro(s): Sarah Jones | Asistencia: 200 espectadores Árbitro(s): Sarah Jones |

| 11 de febrero de 2025 | Royal Puma                    | 3:3 (2:3) | Tupapa Maraerenga                       | Academia CIFA, Matavera                               |                                                       |
| 15:00                 | - Collins 26', 37' - Fe'a 84' | Reporte   | - Harmon 14' - Matapo 29', 45+3' (pen.) | Asistencia: 200 espectadores Árbitro(s): Shama Maemae | Asistencia: 200 espectadores Árbitro(s): Shama Maemae |

| 14 de febrero de 2025 | Vaipuna     | 1:2 (1:2) | Tupapa Maraerenga | Academia CIFA, Matavera                               |                                                       |
| 15:00                 | Lesatele 9' | Reporte   | McCoy 27', 45+3'  | Asistencia: 200 espectadores Árbitro(s): Torika Delai | Asistencia: 200 espectadores Árbitro(s): Torika Delai |

## Fase de grupos
Los partidos de la fase de grupos estaban originalmente programados para llevarse a cabo en Fiyi. Sin embargo, debido a problemas de disponibilidad de sede, la fase de grupos se trasladó a Honiara, Islas Salomón.

### Grupo A
Todas las horas son locales (UTC+11:00).
| Pos. | Equipo        | Pts. | PJ | G | E | P | GF | GC | Dif. | Clasificación |     | AUC | TIG | PIR | REW |
| ---- | ------------- | ---- | -- | - | - | - | -- | -- | ---- | ------------- | --- | --- | --- | --- | --- |
| 1    | Auckland City | 7    | 3  | 2 | 1 | 0 | 4  | 1  | +3   | Fase final    |     | —   | 2:0 | 1:0 | —   |
| 2    | Tiga Sport    | 4    | 3  | 1 | 1 | 1 | 5  | 5  | 0    | Fase final    |     | —   | —   | —   | 4:2 |
| 3    | AS Pirae      | 4    | 3  | 1 | 1 | 1 | 2  | 2  | 0    |               |     | —   | 1:1 | —   | —   |
| 4    | Rewa          | 1    | 3  | 0 | 1 | 2 | 3  | 6  | −3   |               | 1:1 | —   | 0:1 | —   |     |

 Fuente: OFC
| 30 de marzo de 2025 | Tiga Sport                                                 | 4:2 (2:1) | Rewa                        | Estadio Lawson Tama, Honiara                          |                                                       |
| 12:00               | - Partodikromo 14' (pen.) - Waia 45' - Wadra 50' - Upa 56' | Reporte   | - Valevou 30' - Orobulu 72' | Asistencia: 1473 espectadores Árbitro(s): Arnold Tari | Asistencia: 1473 espectadores Árbitro(s): Arnold Tari |

| 30 de marzo de 2025 | Auckland City | 1:0 (1:0) | AS Pirae | Estadio Lawson Tama, Honiara                         |                                                      |
| 15:00               | Manickum 41'  | Reporte   |          | Asistencia: 2000 espectadores Árbitro(s): Ben Aukwai | Asistencia: 2000 espectadores Árbitro(s): Ben Aukwai |

| 2 de abril de 2025 | Rewa | 0:1 (0:0) | AS Pirae             | Estadio Lawson Tama, Honiara                          |                                                       |
| 12:00              |      | Reporte   | Tihoni 90+18' (pen.) | Asistencia: 1189 espectadores Árbitro(s): Arnold Tari | Asistencia: 1189 espectadores Árbitro(s): Arnold Tari |

| 2 de abril de 2025 | Auckland City              | 2:0 (1:0) | Tiga Sport | Estadio Lawson Tama, Honiara                            |                                                         |
| 15:00              | - Manickum 25' - Zeb 90+4' | Reporte   |            | Asistencia: 1635 espectadores Árbitro(s): Facundo Tello | Asistencia: 1635 espectadores Árbitro(s): Facundo Tello |

| 5 de abril de 2025 | AS Pirae | 1:1 (1:0) | Tiga Sport              | Estadio Lawson Tama, Honiara                           |                                                        |
| 12:00              | Tave 35' | Reporte   | Partodikromo 65' (pen.) | Asistencia: 752 espectadores Árbitro(s): Facundo Tello | Asistencia: 752 espectadores Árbitro(s): Facundo Tello |

| 5 de abril de 2025 | Rewa          | 1:1 (0:1) | Auckland City | Estadio Lawson Tama, Honiara                             |                                                          |
| 15:00              | Orobulu 90+5' | Reporte   | Zeb 12'       | Asistencia: 1077 espectadores Árbitro(s): Norbert Hauata | Asistencia: 1077 espectadores Árbitro(s): Norbert Hauata |

### Grupo B
Todas las horas son locales (UTC+11:00).
| Pos. | Equipo            | Pts. | PJ | G | E | P | GF | GC | Dif. | Clasificación |     | HEK | IFI | CEN | TUP |
| ---- | ----------------- | ---- | -- | - | - | - | -- | -- | ---- | ------------- | --- | --- | --- | --- | --- |
| 1    | Hekari United     | 7    | 3  | 2 | 1 | 0 | 13 | 1  | +12  | Fase final    |     | —   | —   | 3:0 | —   |
| 2    | Ifira Blackbird   | 5    | 3  | 1 | 2 | 0 | 5  | 2  | +3   | Fase final    |     | 1:1 | —   | —   | 3:0 |
| 3    | Central Coast (H) | 4    | 3  | 1 | 1 | 1 | 8  | 4  | +4   |               |     | —   | 1:1 | —   | 7:0 |
| 4    | Tupapa Maraerenga | 0    | 3  | 0 | 0 | 3 | 0  | 19 | −19  |               | 0:9 | —   | —   | —   |     |

 Fuente: OFC
| 31 de marzo de 2025 | Ifira Blackbird                      | 3:0 (2:0) | Tupapa Maraerenga | Estadio Nacional de Islas Salomón, Honiara           |                                                      |
| 12:00               | - Lency 10' - Tenene 26' - Tasip 63' | Reporte   |                   | Asistencia: 1302 espectadores Árbitro(s): Veer Singh | Asistencia: 1302 espectadores Árbitro(s): Veer Singh |

| 31 de marzo de 2025 | Hekari United                      | 3:0 (1:0) | Central Coast | Estadio Nacional de Islas Salomón, Honiara                |                                                           |
| 15:00               | - Santos 12' - Joe 53' - Wally 88' | Reporte   |               | Asistencia: 1300 espectadores Árbitro(s): CK Kawana-Waugh | Asistencia: 1300 espectadores Árbitro(s): CK Kawana-Waugh |

| 3 de abril de 2025 | Ifira Blackbird | 1:1 (0:0) | Hekari United | Estadio Nacional de Islas Salomón, Honiara            |                                                       |
| 12:00              | Tasip 67'       | Reporte   | Erick Joe 81' | Asistencia: 1382 espectadores Árbitro(s): Calvin Berg | Asistencia: 1382 espectadores Árbitro(s): Calvin Berg |

| 3 de abril de 2025 | Central Coast                                             | 7:0 (3:0) | Tupapa Maraerenga | Estadio Nacional de Islas Salomón, Honiara              |                                                         |
| 15:00              | - Oreinima 8', 45', 49', 59', 66' - Leslie 22' - Supa 82' | Reporte   |                   | Asistencia: 500 espectadores Árbitro(s): Norbert Hauata | Asistencia: 500 espectadores Árbitro(s): Norbert Hauata |

| 6 de abril de 2025 | Tupapa Maraerenga | 0:9 (0:4) | Hekari United                                                                       | Estadio Nacional de Islas Salomón, Honiara           |                                                      |
| 12:00              |                   | Reporte   | - Lucas Santos 20' - Naime 27', 36', 59' - Eddie 38', 50' - Paul 47', 68' - Joe 56' | Asistencia: 1596 espectadores Árbitro(s): Veer Singh | Asistencia: 1596 espectadores Árbitro(s): Veer Singh |

| 6 de abril de 2025 | Central Coast | 1:1 (0:0) | Ifira Blackbird | Estadio Nacional de Islas Salomón, Honiara            |                                                       |
| 15:00              | Tahioa 64'    | Reporte   | Tenene 47'      | Asistencia: 3617 espectadores Árbitro(s): Calvin Berg | Asistencia: 3617 espectadores Árbitro(s): Calvin Berg |

## Fase final

### Cuadro de desarrollo
|  | Semifinales     | Semifinales     | Semifinales   |               |               | Final         | Final | Final |  |
|  |                 |                 |               |               |               |               |       |       |  |
|  |                 |                 |               |               |               |               |       |       |  |
|  | Auckland City   | Auckland City   | 2             |               |               |               |       |       |  |
|  | Auckland City   | Auckland City   | 2             |               |               |               |       |       |  |
|  | Ifira Blackbird | Ifira Blackbird | 0             |               |               |               |       |       |  |
|  | Ifira Blackbird | Ifira Blackbird | 0             |               | Auckland City | Auckland City | 2     |       |  |
|  |                 |                 |               |               | Auckland City | Auckland City | 2     |       |  |
|  |                 |                 | Hekari United | Hekari United | 0             |               |       |       |  |
|  | Hekari United   | Hekari United   | Hekari United | Hekari United | 0             | 1             |       |       |  |
|  | Hekari United   | Hekari United   |               |               |               | 1             |       |       |  |
|  | Tiga Sport      | Tiga Sport      | 0             |               |               |               |       |       |  |
|  | Tiga Sport      | Tiga Sport      | 0             |               |               |               |       |       |  |
|  |                 |                 |               |               |               |               |       |       |  |

### Semifinales
| 9 de abril de 2025 | Auckland City         | 2:0 (1:0) | Ifira Blackbird | Estadio Nacional de Islas Salomón, Honiara               |                                                          |
| 12:00              | - Zeb 25' - Bevan 86' | Reporte   |                 | Asistencia: 1125 espectadores Árbitro(s): Norbert Hauata | Asistencia: 1125 espectadores Árbitro(s): Norbert Hauata |

| 9 de abril de 2025 | Hekari United | 1:0 (1:0) | Tiga Sport | Estadio Nacional de Islas Salomón, Honiara                |                                                           |
| 16:00              | - Naime 27'   | Reporte   |            | Asistencia: 2021 espectadores Árbitro(s): CK Kawana-Waugh | Asistencia: 2021 espectadores Árbitro(s): CK Kawana-Waugh |

### Final
| 12 de abril de 2025 | Auckland City         | 2:0 (1:0) | Hekari United | Estadio Nacional de Islas Salomón, Honiara              |                                                         |
| 18:00               | Bevan 39', 83' (pen.) | Reporte   |               | Asistencia: 6000 espectadores Árbitro(s): Facundo Tello | Asistencia: 6000 espectadores Árbitro(s): Facundo Tello |

|                                    |
| Bandera de Nueva Zelanda           |
| Campeón Auckland City 13.er título |

## Goleadores
| Jugador              | Equipo            | Goles |
| -------------------- | ----------------- | ----- |
| Hudson Oreinima      | Central Coast     | 5     |
| Rex Naime            | Hekari United     | 4     |
| Haris Zeb            | Auckland City     | 3     |
| Myer Bevan           | Auckland City     | 3     |
| John Faafoi          | Vaipuna           | 2     |
| Johnica Collins      | Royal Puma        | 2     |
| Owen Matapo          | Tupapa Maraerenga | 2     |
| Timoteo Lesatele     | Vaipuna           | 2     |
| Jake McCoy           | Tupapa Maraerenga | 2     |
| Dylan Manickum       | Auckland City     | 2     |
| Jordy Tasip          | Ifira Black Bird  | 2     |
| Mickaël Partodikromo | Tiga Sport        | 2     |
| John Orobulu         | Rewa              | 2     |
| Lucas Santos         | Hekari United     | 2     |
| Nathaniel Eddie      | Hekari United     | 2     |
| Joseph Joe           | Hekari United     | 2     |
| Pala Paul            | Hekari United     | 2     |
| Sylver Tenene        | Ifira Black Bird  | 2     |